# Jimisola Laursen
Jimisola Laursen (* 13. Juli 1977 in Malmö) ist ein ehemaliger schwedischer Leichtathlet, der sich auf den Sprint spezialisiert hat. Seinen größten Erfolg feierte er mit dem Gewinn der Silbermedaille über 400 Meter bei den Halleneuropameisterschaften 2002 in Wien.

## Sportliche Laufbahn
Erste internationale Erfahrungen sammelte Jimisola Laursen im Jahr 1996, als er bei den Juniorenweltmeisterschaften in Sydney mit 47,79 s im Halbfinale im 400-Meter-Lauf ausschied. Im Jahr darauf belegte er bei den erstmals ausgetragenen U23-Europameisterschaften in Turku in 46,48 s den fünften Platz über 400 Meter und gelangte mit der schwedischen 4-mal-400-Meter-Staffel mit 3:07,27 min auf Rang sechs. 1999 belegte er bei den U23-Europameisterschaften in Bydgoszcz mit 47,15 s den achten Platz über 400 Meter und im Jahr darauf schied er bei den Halleneuropameisterschaften in Gent mit 48,84 s im Vorlauf aus. 2001 schied er bei den Hallenweltmeisterschaften in Lissabon mit 48,17 s im Halbfinale aus und kam im August bei den Freiluft-Weltmeisterschaften in Edmonton mit 45,62 s ebenfalls nicht über das Semifinale hinaus. Zudem verpasste er dort mit der Staffel mit 3:04,02 min den Finaleinzug. Im Jahr darauf gewann er bei den Halleneuropameisterschaften in Wien in 45,59 s die Silbermedaille im Einzelbewerb hinter dem Polen Marek Plawgo. 2003 schied er bei den Weltmeisterschaften nahe Paris mit 45,87 s in der ersten Runde aus und 2005 schied er mit der Staffel bei den Weltmeisterschaften in Helsinki mit 3:03,62 min aus. 
In den Jahren von 1998 bis 2001 und 2003 wurde Laursen schwedischer Meister im 400-Meter-Lauf im Freien sowie 2000 und 2003 in der Halle. Zudem wurde er 2001 Hallenmeister im 200-Meter-Lauf.

## Persönliche Bestleistungen
- 200 Meter: 21,09 s (+0,9 m/s), 8. Juli 2000 in Helsingborg
  - 200 Meter (Halle): 21,14 s, 23. Februar 2002 in Malmö
- 400 Meter: 45,54 s, 4. August 2001 in Edmonton
  - 400 Meter (Halle): 45,59 s, 3. März 2002 in Wien